# Белаши
Белаши (черног. Бјелаши) — сторонники безусловного объединения Сербии и Черногории в конце XIX — начале XX века. Они названы так по цвету избирательных бюллетеней на выборах депутатов скупщины в Подгорице. Для реализации решений скупщины был избран Национальный исполнительный комитет, в который вошли Стево Вукотич, Спасое Пилетич, Лазар Дамянович, Ристо Йойич и Марко Дакович. Дакович стал вождём движения. До приезда представителя из Белграда, в руках у комитета была исполнительная власть в Черногории.
Большое число сторонников белашей было среди молодёжи. Из них были сформированы вооружённые отряды (молодёжные отряды и народная гвардия), которыми командовали армия и полиция. Оружие, провиант и жалование они получали от военных и полицейских органов. В случае начала военных действий они должны были быть немедленно мобилизованы. Были образованы «летучие отряды» (восемь отрядов по сто человек) для борьбы с противниками объединения.
Целью белашей было образование крупного централизованного сербского государства, а потом и Югославского королевства. Их девиз был: «Один король, одна держава, один народ». Движение белашей не было политической партией. После образования политических партий в Черногории, члены белашского движения стали членами других блоков, а Марко Дакович ушёл из политики.